# Attapeu
Attapeu (tiếng Lào: ອັດຕະປື) là một tỉnh nằm ở phía đông nam của Lào; phía bắc giáp với tỉnh Sekong; phía tây giáp với tỉnh Champassak; phía đông giáp với dãy Trường Sơn, tách Attapeu khỏi Việt Nam phía nam có đường ranh giới trùng với biên giới Lào và Campuchia. Tỉnh có 5 huyện (Samakkixay, Xaysetha, Sanamxay, Sanxay and Phouvong) với tổng diện tích 1.032 km2 và dân số khoảng 139.628 người (theo dữ liệu thống kê năm 2015. Tỉnh lị của tỉnh Attapeu đặt ở huyện Samakkixay.
Tỉnh được biết đến là "vùng đất của các Anh Hùng". Tỉnh hai khu vực đa dạng sinh học là: Rừng rậm Dong Ampham (200.000 hecta) và Rừng rậm Xepaine. Một diện tích lớn của tỉnh thuộc Khu bảo tồn đa dạng sinh thái quốc gia Dong Ampham.

## Lịch sử
Tỉnh là một phần của Vương quốc Triệu Voi trong suốt thời gian trị vì của Vua Saysethathirath. Trước đó, đây là vùng đất sinh sống của các loài trâu rừng có tên là "Idkabue" (còn gọi là là: "trâu nước"), vì vậy thực dân Pháp gọi tên vùng đất này là "Attapeu". Trong suốt cuộc kháng chiến chống thực dân Pháp, các đầu não của Mặt trận Giải phóng Dân tộc được đặt tại tỉnh này. Sau chiến tranh, các di tích bị phá hủy, di tích chính còn lưu giữ đến ngày nay là Đường mòn Hồ Chí Minh.

## Địa lý
Tỉnh Attapeu có diện tích 10.320 km2. Tỉnh tiếp giáp với Xekong ở phía bắc, tỉnh Quảng Ngãi của Việt Nam ở phía đông, Công viên quốc gia Virachey thuộc các tỉnh Stung Treng và Ratanakiri của Campuchia ở phía nam và tỉnh Champasak ở phía Tây. Các khu dân cư tập trung chính của tỉnh bao gồm Attapeu, Bản Nonghin, Bản Hinlat, Bản Xoutouat, Bản Nong Songhong, Bản Renthuk, Bản Phiahom, Bản Choim, Bản Pakha, Bản Onglouang, Bản Het, Mường May, Bản Kong Han, Bản Xakhe, và Bản Dakkrong.
Địa hình đặc trưng của tỉnh là hoang dã và gồ ghề đẹp mắt. Tỉnh lị của Attapeu (Samax Sai) nằm trong một thung lũng rất đẹp. Cao nguyên Bolaven trải rộng khắp Attapeu tới ba tỉnh lân cận, Champasak, Salavan, và Sekong. Các danh thắng của tỉnh gồm rừng rậm, sông, suối và đồng bằng chạy bên hông các dãy núi như Phou Saphong và Phou Luang.
Các sông lớn của tỉnh là Sông Xe Kong, Sông Xe Kaman, và Sông Xe Xou. Vào mùa mưa, rất khó để tiếp cận với tỉnh này. Tỉnh cũng có các thác nước nổi tiếng. Trong số các thác nước này có Thác Tad Saephe cao 23 m, rộng 120 m nằm trong rừng Xepaine; Thác Tad Samongphak cao 10 m,rộng 30 m nằm giữa sông Houay Samong và Sông Xepaine; Thác Tad Phok, và Thác Tad Phaphong nằm trên Sông Xe Xou. Trong suốt cuộc Kháng chiến chống Mỹ của Viênt nam, nhiều đoạn của Đường mòn Hồ Chí Minh chạy qua tỉnh này. Các đường lộ chính gồm Đường 13, đây là con đường huyết mạch của quốc gia, và Đường 11. Các khu vực dân cư tập trung là Attapeu, Xaysetha, and Sanamxai.

## Các khu bảo tồn

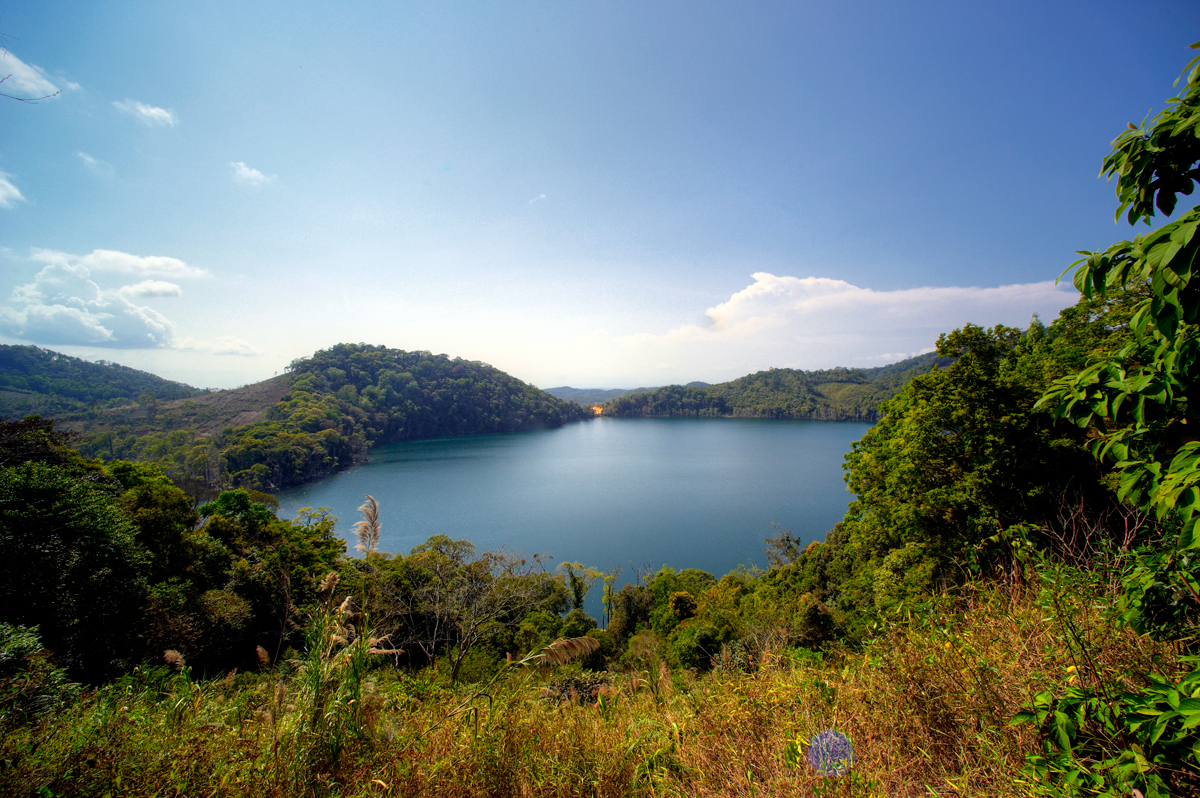
Hồ Noóng Phà

Khu bảo tồn sinh thái quốc gia Dong Ampham (NBCA) là khu bảo tồn nằm trên địa phận hai tỉnh Attapeu (về phía đông bắc) và tỉnh Sekong (về phía đông nam). Nó nằm ở góc phía đông nam khu vực giáp ranh giữa Lào và biên giới Việt Nam. Khu bảo tồn này có diện tích rừng rậm lên đến 200.000 héc ta. Khu bảo tồn được thành lập vào năm 1993, nó là Khu bảo tồn đa dạng sinh thái quốc gia số 23 của Lào. Dong Ampham là nơi sinh sống của các loài này là một trong những vùng đất trũng và rừng nhiệt đới còn sót lại tại Đông Nam Á. Khu vực này gồm các Sông Xe Kaman, Sông Xe Xou, và hồ địa chất Nong Fa. Các loài Hổ và Báo Gấm được ghi nhận là có xuất hiện ở các vùng sâu.
Khu vực Đồng bằng Atttapu rộng 71,400 héc ta là một Khu vực Tràm chim Quan trọng (IBA) tiếp giáp với NBCA. Nó nằm ở độ cao 400m trên mực nước biển. Khu vực này gồm có các khu ngập nước thuộc các Sông Xe Khaman và Sông Xe Xou, cũng như các ao hồ nước ngọt. Các vạt rừng không ngập nước, khu vực rừng không ngập nước tạm thời, các bãi đá vài sỏi là nơi chim cư trú. Loài chim đặc trưng của vùng là Đại bàng Săn Cá Ichthyophaga humilis, Kền Kền Đầu đỏ Sarcogyps calvus, và Kền Kền Đuôi trắng Gyps bengalensis

## Các khu vực hành chính
Tỉnh gồm những khu vực hành chính sau:
| Bản đồ | Mã                   | Tên Tiếng Anh     | Tiếng Việt  | Tiếng Lào |
| ------ | -------------------- | ----------------- | ----------- | --------- |
|        |                      |                   |             |           |
| 17-01  | Saysetha District    | Muang Xaysetha    | ເມືອງໄຊສະຖານ |           |
| 17-02  | Samakkhixay District | Muang Samakkhixay | ເມືອງສະໝັກຄີໄຊ |           |
| 17-03  | Sanamxay District    | Muang Sanamxay    | ເມືອງສະໜາມໄຊ |           |
| 17-04  | Sanxay District      | Muang Sanxay      | ເມືອງສານໄຊ   |           |
| 17-05  | Phouvong District    | Muang Phouvong    | ເມືອງພູວົງ     |           |

## Dân cư
Người Lào Lùm ở Attapeu là chiếm đa số cư dân trong tỉnh. Tổng dân số trong tỉnh, thống kê được, là 139.628 người bao gồm cả các dân tộc thiểu số; Tỉnh có 15 dân tộc chính là Lao, Alak, Katang, Kaleum, Katou, Suay, Oy, Taoy, Sadang, Nge, Lavea, Lavenh, Cheuang, Tariang và Nyaheung.

## Kinh tế

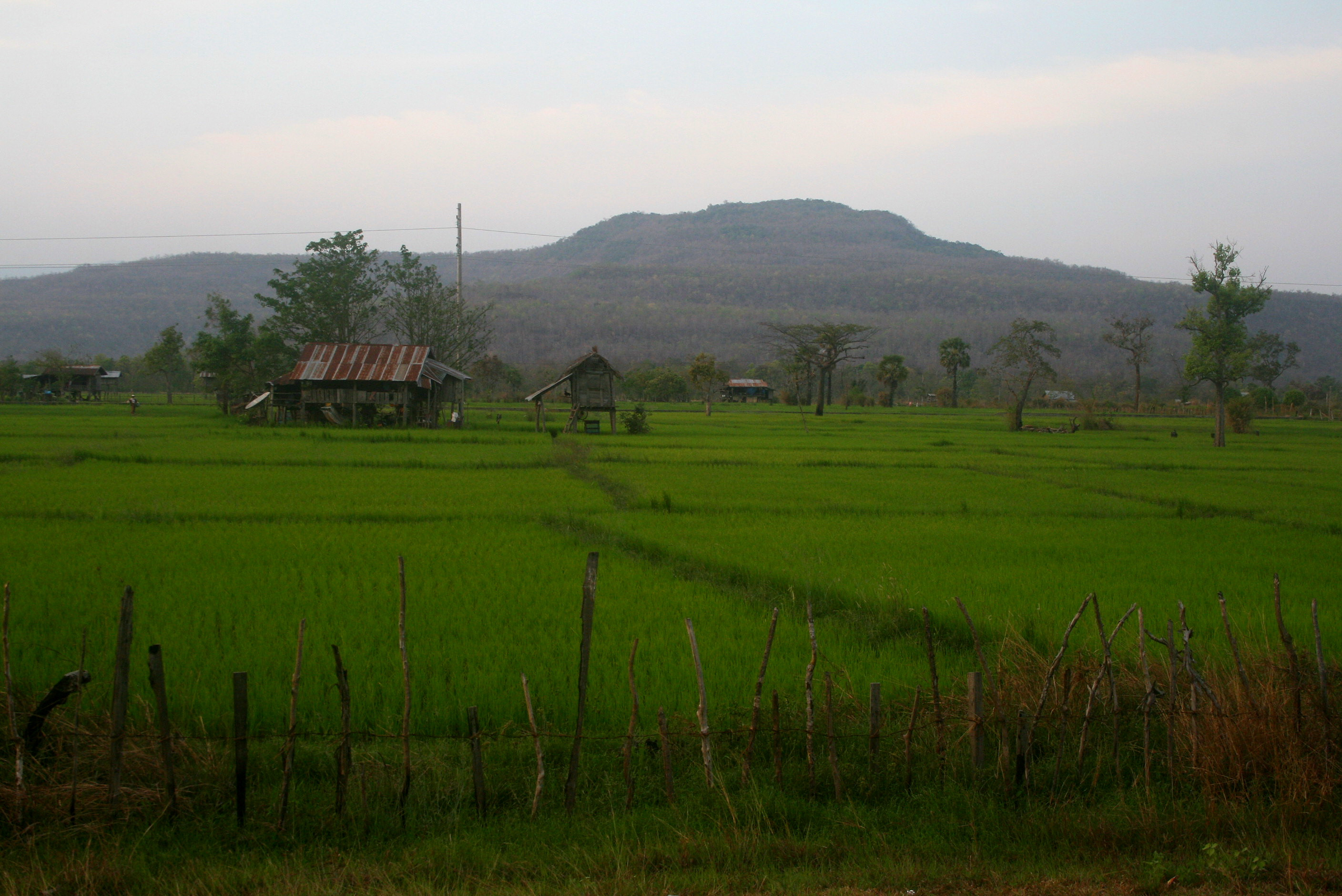
Cánh đồng lúa

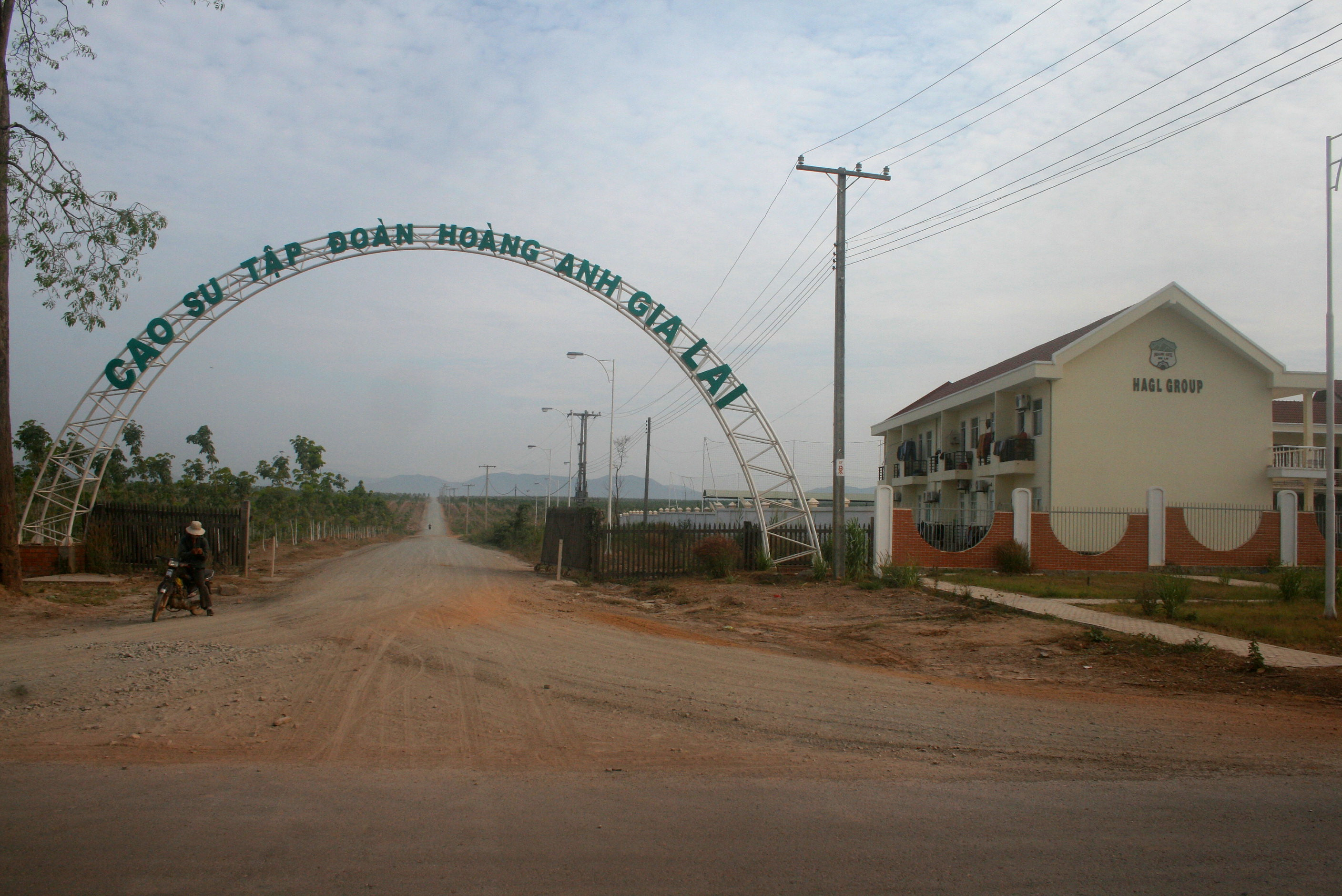
Đồn điền cao su của HAGL trên đường sang Việt Nam

Kinh tế Attapeu chủ yếu dựa vào nông nghiệp. Tại tỉnh này, buôn bán động vật hoang dã diễn ra công khai (mặc dù có sự kiểm soát của chính phủ) bởi vậy công tác bảo tồn trở nên hết sức quan trọng. Có tới 14 loài động vật nằm trong nguy cơ tuyệt chủng của thế giới (theo dữ liệu của Hội Bảo Tồn Thế giới (Sách đỏ IUCN còn theo thống kê của CITES là 23 loài. Khu vực kinh tế nông thôn chiếm chủ lực trong cấu trúc kinh tế Attaeu (80% số hộ gia đình ở nông thôn), sự lệ thuộc vào việc thu lượm và trao đổi sản phẩm rừng rất cao, chủ yếu là các sản vật rừng và động vật hoang dã, để có nguồn thu nhập thường xuyên cho gia đình; cá là một trong những thủy sản chủ lực được khai thác, ngoài ra còn có những động vật khác sống trên cạn và dưới nước.
Tỉnh là nguồn cung cấp nguyên liệu thô cũng như tài nguyên rừng cho quốc gia láng giềng truyền thống Việt Nam, đặc biệt là các khu vực địa lý ngay sát biên giới Việt Nam. Các sản vật rừng xuất khẩu bởi đất nước Champa theo đường biển hầu hết có nguồn gốc từ Attapeu.
Thời gian gần đây, một số công ty của Việt Nam mở rộng đầu tư vào tỉnh Attapeu. Tập đoàn Hoàng Anh Gia Lai nắm quyền trồng diện tích lớn cao su tại tỉnh. Ngoài sân bay quốc tế Attapeu, Tập đoàn này cũng có kế hoạch xây nhà máy thủy điện, nhà máy tinh chế đường và nhà máy phân hữu cơ.

## Danh thắng
Tỉnh có một số danh thắng lớn như Chùa Wat Sakae có tượng thiêng Buddha và được khách thập phương ghé thăm nhiều vào mỗi dịp Năm mới của Lào, và một ngôi chùa cổ. Tượng Xaysetha tại Huyện Xaysetha, được xây năm 1579. Ngôi chùa Luang Muang Mai ở tỉnh lị Attapeu xây dựng năm 1939 được xem là một di tích của kiến trúc naga cổ. Vua Setthathirat của Xứ Triệu Voi được chôn trong một tháp tại chùa Wat Pha Saysettha thuộc huyện Pha Meuang, khoảng 15 km tính từ tỉnh lị. Đường mòn Sihanouk dẫn đến đường mòn Hồ Chí Minh huyện Phu Vong cách tỉnh lị khoảng 13 km.

## Phong cảnh

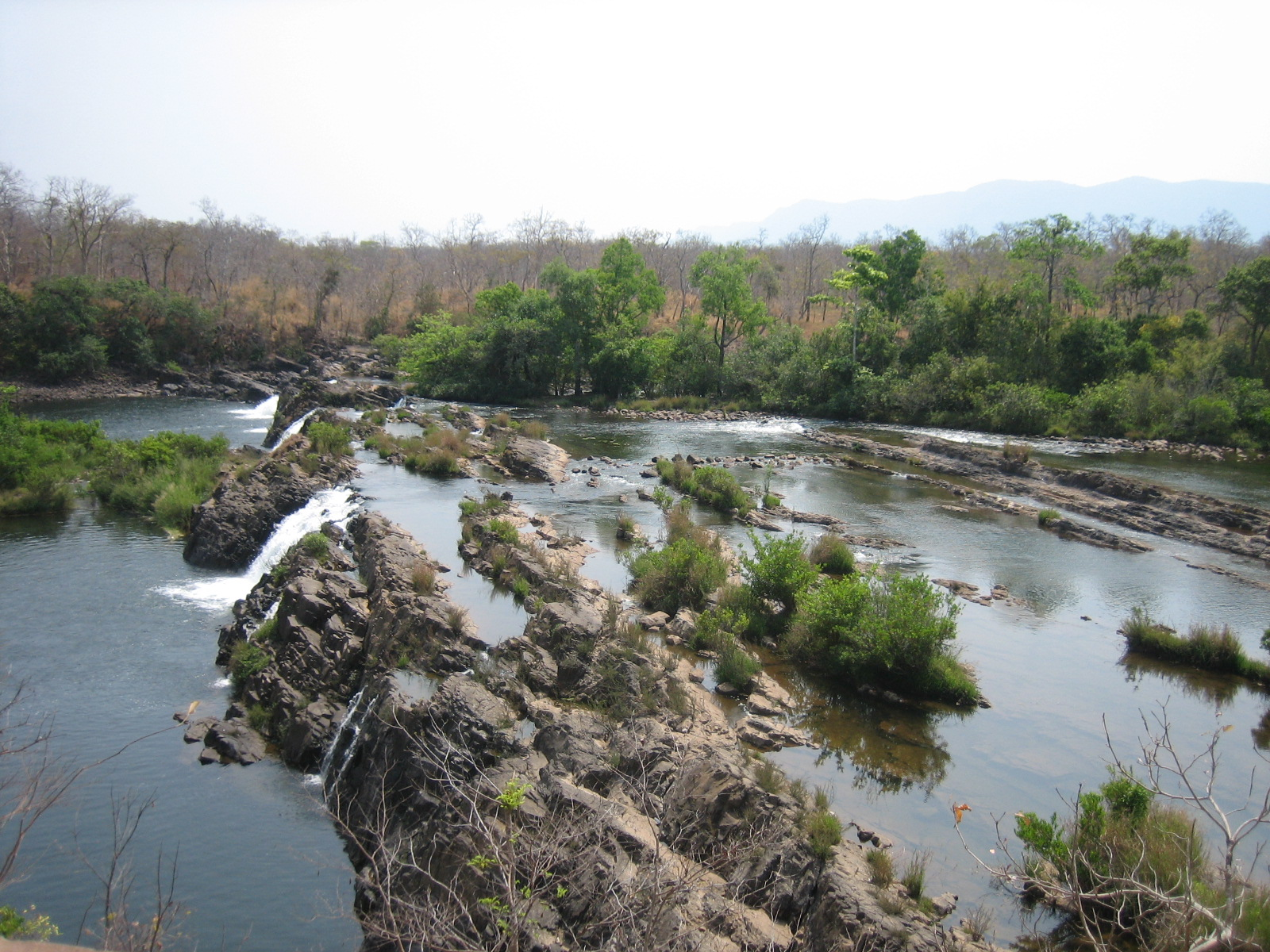
Tỉnh Xekong: Thác Tad Feak, nằm ngay trên biên giới của tỉnh Attapeu.
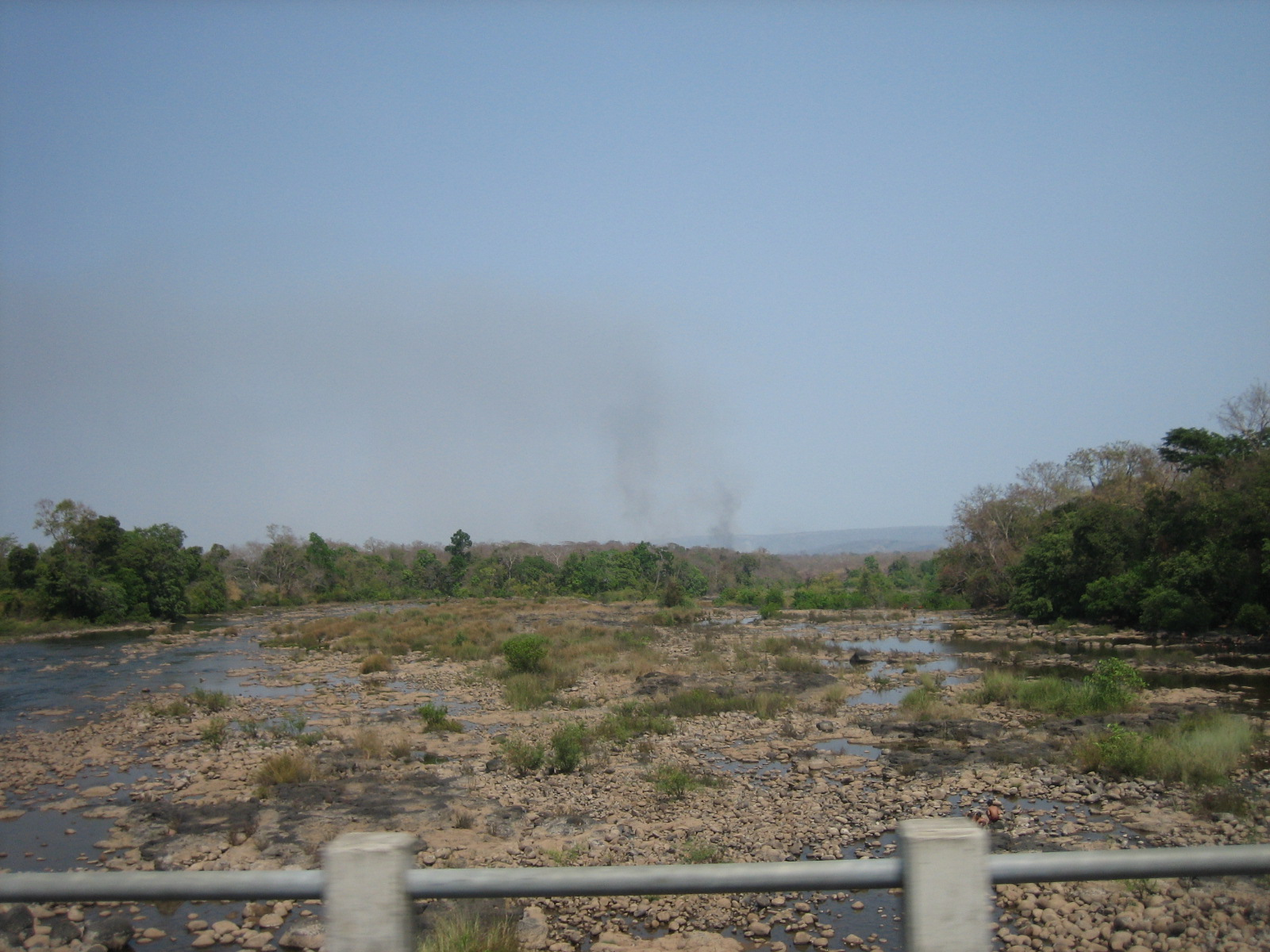
Rừng nguyên sinh tại tỉnh Attapeu
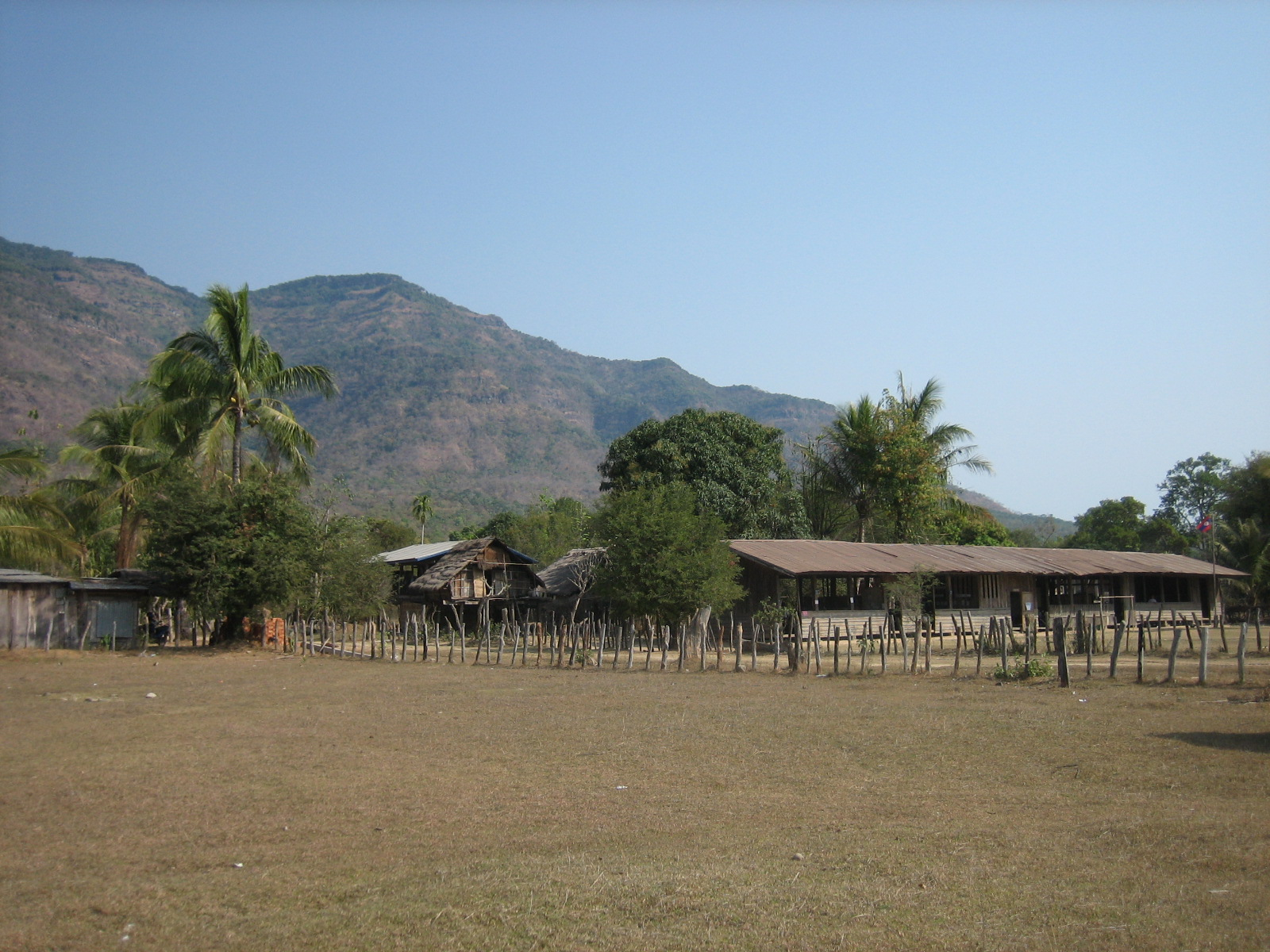
Một ngôi làng tại Attapeu